# 九百户镇
九百户镇，是中华人民共和国河北省唐山市滦州市下辖的一个乡镇级行政单位。

## 行政区划
九百户镇下辖以下地区：
南赵庄子村、河新庄村、大河湾村、小河湾村、永兴庄村、前河南庄村、李庄村、樊庄子村、二百户营村、宜安村、大井峪村、小井峪村、赵百户营村、庆庄子村、张庄子村、富家庄村、安家楼村、九百户村、翟各庄村、小阚庄村、郝庄村、黄山口村、大宋家峪村、团山子村、高家峪村、赵家沟村、北王庄子村、郭各庄村、刘庄村、闵庄村、六百户村和柳新庄村。